# Arquidiocese de Cali
A Arquidiocese de Cali (Archidiœcesis Caliensis) é uma circunscrição eclesiástica da Igreja Católica situada em Cáli, Colômbia. Sua Sé é a Catedral de São Pedro Apóstolo de Cali.
Possui 174 paróquias servidas por 376 padres, contando com 2715765 habitantes, com 85% da população jurisdicionada batizada.

## História
A diocese de Cali foi erigida em 7 de julho de 1910, recebendo seu território da arquidiocese de Popayán, da qual era originalmente sufragânea.
Posteriormente, cedeu porções de seu território várias vezes em favor da ereção de novas circunscrições eclesiásticas:
- a prefeitura apostólica de Tumaco (hoje diocese) em 1 de maio de 1927;
- o vicariato apostólico de Buenaventura (atualmente diocese) em 14 de novembro de 1952;
- a diocese de Palmira em 17 de dezembro de 1952;
- a diocese de Cartago em 16 de março de 1962.

Em 20 de junho de 1964, foi elevada à categoria de arquidiocese metropolitana pela bula Quamquam Christi do Papa Paulo VI.
Em 29 de junho de 1966, cedeu outra parte de seu território à ereção da diocese de Buga e de alguns municípios à diocese de Palmira.
A arquidiocese recebeu a visita pastoral do Papa João Paulo II em julho de 1986.

## Prelados
| #                   | Nome                                     | Período    | Notas                                    |
| Arcebispos          | Arcebispos                               | Arcebispos | Arcebispos                               |
| ------------------- | ---------------------------------------- | ---------- | ---------------------------------------- |
| 6º                  | Luis Fernando Rodríguez Velásquez        | 2022-      | Atual                                    |
| 5º                  | Darío de Jesús Monsalve Mejía            | 2011-2022  | Arcebispo emérito                        |
| 4º                  | Juan Francisco Sarasti Jaramillo, C.I.M. | 2002-2011  |                                          |
| 3º                  | Isaías Duarte Cancino †                  | 1995-2002  |                                          |
| 2º                  | Pedro Rubiano Sáenz †                    | 1985-1994  | Nomeado Arcebispo de Bogotá              |
| 1º                  | Alberto Uribe Urdaneta †                 | 1964-1985  |                                          |
| Arcebispo-coadjutor |                                          |            |                                          |
|                     | Luis Fernando Rodríguez Velásquez        | 2022       |                                          |
|                     | Darío de Jesús Monsalve Mejía            | 2010-2011  |                                          |
|                     | Pedro Rubiano Sáenz                      | 1983-1985  |                                          |
| Bispos auxiliares   |                                          |            |                                          |
|                     | Juan Carlos Cárdenas Toro                | 2015-2020  | Nomeado Bispo de Pasto                   |
|                     | Luis Fernando Rodríguez Velásquez        | 2014-2022  | Elevado a Arcebispo coadjutor            |
|                     | José Daniel Falla Robles                 | 2009-2016  | Nomeado Bispo de Soacha                  |
|                     | José Alejandro Castaño Arbeláez, O.A.R.  | 2006-2010  | Nomeado Bispo de Cartago                 |
|                     | Julio Hernando García Peláez             | 2005-2010  | Nomeado Bispo de Istmina-Tadó            |
|                     | Gonzalo Restrepo Restrepo                | 2003-2006  | Nomeado Bispo de Girardota               |
|                     | Luis Adriano Piedrahíta Sandoval         | 1999-2007  | Nomeado Bispo de Apartadó                |
|                     | José Soleibe Arbeláez                    | 1999-2002  | Nomeado Bispo de Caldas                  |
|                     | Julio Enrique Prado Bolaños              | 1992-1995  | Nomeado Bispo de Pasto                   |
|                     | Edgar de Jesus Garcia Gil                | 1992-2002  | Nomeado Bispo de Montelibano             |
|                     | Alfonso Cabezas Aristizábal, C.M.        | 1988-1992  | Nomeado Bispo-coadjutor de Villavicencio |
|                     | Héctor Luis Gutiérrez Pabón              | 1987-1998  | Nomeado Bispo de Chiquinquirá            |
|                     | Juan Francisco Sarasti Jaramillo, CIM    | 1978-1983  | Nomeado Bispo de Barrancabermeja         |
|                     | Augusto Aristizábal Ospina               | 1969-1977  | Nomeado Bispo de Jericó                  |
|                     | Miguel Antonio Medina e Medina           | 1952-1959  | Nomeado Bispo-auxiliar de Medellín       |
| Bispos              |                                          |            |                                          |
| 5º                  | Alberto Uribe Urdaneta †                 | 1960-1964  |                                          |
| 4º                  | Francisco Gallego Pérez †                | 1958-1960  |                                          |
| 3º                  | Julio Caicedo Téllez, S.D.B. †           | 1948-1958  |                                          |
| 2º                  | Luis Adriano Díaz Melo †                 | 1927-1947  |                                          |
| 1º                  | Heladio Posidio Perlaza Ramírez †        | 1911-1926  |                                          |